# Harvard Man
Harvard Man är en amerikansk långfilm från 2001 i regi av James Toback, med Adrian Grenier, Sarah Michelle Gellar, Joey Lauren Adams och Eric Stoltz i rollerna.

## Rollista
| Adrian Grenier        | – Alan Jensen      |
| Sarah Michelle Gellar | – Cindy Bandolini  |
| Joey Lauren Adams     | – Chesney Cort     |
| Eric Stoltz           | – Teddy Carter     |
| Rebecca Gayheart      | – Kelly Morgan     |
| Gianni Russo          | – Andrew Bandolini |
| Ray Allen             | – Marcus Blake     |
| Michael Aparo         | – Russell          |
| Scottie Epstein       | – Mario            |
| John Neville          | – Dr. Reese        |
| Polly Shannon         | – Juliet           |